# Германска комунистическа партия
 Тази статия е за днешната партия.  За забранената партия вижте Комунистическа партия на Германия.  
Германската комунистическа партия, ГКП (на немски: Deutsche Kommunistische Partei, DKP, ДКП) е маргинална комунистическа партия в Германия. Основана в Западна Германия през 1968 г. Партията остава една от малките в страната като никога не е имала повече от 0,3% на избори. Печатният орган на партията е вестник Unsere Zeit.
Трябва да се прави разлика между нея и Единната социалистическа партия на Германия – управляващата партия в Германската демократична република, възникнала чрез обединяването под съветски натиск през 1946 г. в съветската окупационна зона на ръководствата на Комунистическата партия на Германия (Kommunistische Partei Deutschlands – KPD) и Социалдемократическата партия на Германия (Sozialdemokratische Partei Deutschlands – SPD).